# Christoffel Steitz de Wilde
Christoffel Steitz de Wilde (Amsterdam, 3 december 1784 - Utrecht, 21 augustus 1860) was tekenaar en kunstschilder van portretten en Indische landschappen. 
Christoffel was de zoon van scheepstimmerman en koopman Cornelis de Wilde (1737-1787) en Marretje Harsnis (1746-1810). Na het overlijden van zijn vader in 1787 werd hij opgevoed door zijn stiefvader Johann Friederich Jacob Steitz (1761-1810), een voor de VOC te Amsterdam werkzame scheepschirurgijn uit Pyrmont. Uit respect voor zijn stiefvader voegde hij diens achternaam toe aan de zijne. Ondernemer Andries de Wilde (1781-1865) en Johannes de Wilde (1777-1821) waren broers, Johan Jacob Steitz (1790-1825) en Johan Frederick Lodewijk Steitz (1793-1867) halfbroers. 

Hij trouwde aanvankelijk met Wilhelmina de Klerck en kreeg met haar drie jong gestorven kinderen. Na haar overlijden hertrouwde hij in 1820 met Johanna Catharina Jongeneel (1802-1853), dochter van een Rotterdamse koopman en zeilmaker, die hem elf kinderen schonk. De eerste, Johan Frederik de Wilde (1822-1825), overleed op tweejarige leeftijd en werd aanvankelijk begraven op Ewijckshoeve. De jongste zoon, Christoffel de Wilde (1836-1902), werd predikant te 's-Heer Abtskerke, Poortvliet en Schiedam. Tevens huwden drie van zijn dochters met een predikant.
Steitz de Wilde vertrok in 1803 naar Nederlands-Indië en woonde en werkte in de Preanger Regentschappen bij Bandung en  Soekaboemi op Java. Hij was onder meer koffieopziener in gouvernementsdienst en administrateur op de plantages van zijn broer Andries.

Eind 1819 vertrok hij met verlof naar Nederland, kwam naar Java terug in 1821 om uiteindelijk in de loop van 1826 voorgoed naar Nederland terug te keren.
Na zijn tijd in Nederlands-Indië was hij werkzaam als notaris te Utrecht.

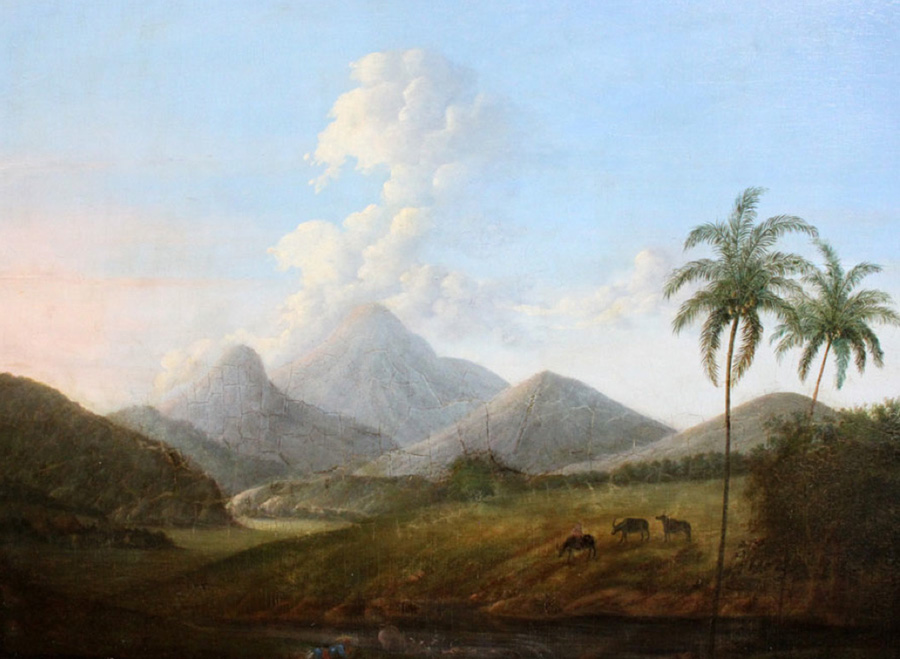
Landschap te Soekaboemi (1818)

Vooral bekend werd hij als kunstschilder en tekenaar en zijn werkzame schildertijd lag tussen 1799 en 1860. Hij gebruikte water- en olieverf. Enkele van zijn tekeningen werden gebruikt als voorbeeld voor lithografieën van een door zijn broer Andries de Wilde geschreven boek. Deze door hem geïllustreerde uitgave heette "De Preanger regentschappen op Java gelegen" (1830).

Overschaduwd door zijn oudste broer Andries neemt Christoffel als ‘koffieopziener’ een zeer bescheiden plaats in in de koloniale geschiedenis van Nederlands-Indië. Daarentegen heeft hij als tekenaar een plaats verworven
in de kring van tientallen kunstenaars die bijgedragen hebben om de archipel en Java in het bijzonder in geografisch en volkenkundig opzicht in kaart te brengen.
In dit verband is de cultuurhistorische waarde van zijn erfgoed van veel groter belang dan de artistieke kwaliteiten.
Een groot deel van zijn nog bestaande werk is in het bezit van de Universiteitsbibliotheek Leiden.

## Trivia
Steitz de Wilde's kleinzoon Herman Gerard de Cock (1871-1956) was auteur van het boek "De kleine neurasthenicus: een beknopte handleiding tot een ordentelijk leven" (1922), waarop  Gerard Reve zijn romans  "De avonden" (1947)  en  "Het Boek Van Violet En Dood" (1996) baseerde.
- Biografisch Portaal: 52249704
- RKD-Nederlands Instituut voor Kunstgeschiedenis: 84467
- Union List of Artist Names: 500018479
- Virtual International Authority File: 95794482